# Sääsekõrva
Sääsekõrva es una aldea situada en el municipio de Luunja, en el condado de Tartu, Estonia. Tiene una población estimada, en 2021, de 30 habitantes.
Está ubicada en el centro del condado, junto a la orilla sur del río Emajõgi, y al oeste del lago Peipus y la frontera con Rusia.